# Eilema caledonica
Eilema caledonica là một loài bướm đêm thuộc phân họ Arctiinae, họ Erebidae.